# Metropolia Samoa-Apia
Metropolia Samoa-Apia – metropolia Kościoła rzymskokatolickiego obejmująca obszar państw Samoa, Tuvalu oraz terytoriów Samoa Amerykańskiego i Tokelau.

## Podział administracyjny
Metropolia jest częścią regionu XIV (FL, GA, NC, SC).
- Archidiecezja Samoa-Apia (Samoa)
- diecezja Samoa-Pago Pago (Samoa Amerykańskie)
- Misja „sui iuris” w Funafuti (Tuvalu)
- Misja „sui iuris” w Tokelau (Tokelau).

## Metropolici
1. Kardynał Pio Taofinuʻu (1982-2002)
2. Alapati Lui Mataeliga (2002-2023)
3. Mosese Vitolio Tui (od 2024)